# Jean Narboni
Jean Narboni, né le 24 octobre 1937 à Orléansville (aujourd'hui Chlef) en Algérie, est un critique de cinéma, historien et universitaire français.

## Biographie
Jean Narboni est un membre actif du ciné-club d'Alger – qu'anime Barthélemy Amengual –, où il découvre le cinéma. Installé à Paris au début des années 1960, il entame des études de médecine et fréquente assidûment la Cinémathèque française.
Il commence à écrire pour les Cahiers du cinéma à vingt-six ans, en novembre 1963, engagé par le nouveau rédacteur en chef Jacques Rivette, et s'implique dans l'orientation dite « moderniste » de la revue, voulue par Rivette L'équipe de la revue se renouvelle alors, et l'entrée de Narboni aux Cahiers est suivie de celles de Louis Skorecki, Jacques Bontemps, Serge Daney, Jean-Claude Biette et André Téchiné en 1964.
Secrétaire de rédaction à partir de novembre 1964, sous la rédaction en chef de Rivette, puis de Jean-Louis Comolli qui prend la tête de la revue en mai 1965, Narboni devient co-rédacteur en chef des Cahiers en octobre 1968, aux côtés de Comolli. Il participe ainsi à l'engagement communiste, puis maoïste, de la revue. Le duo Comolli/Narboni dirige officiellement les Cahiers quatre ans, jusqu'en octobre 1972, quand le poste de rédacteur en chef est supprimé. Il continue officieusement à animer la revue jusqu'en 1974, quand Serge Daney lui succède.
Enseignant au département cinéma du Centre expérimental de Vincennes à partir 1971, il co-réalise en 1976 le film L'Olivier, avec le groupe cinéma de Vincennes.
En 1977, et alors que la revue retrouve une assise financière, Narboni y fonde et dirige la collection des « hors-série », puis développe une collection « Cahiers du cinéma » aux éditions Gallimard entre 1980 et 1983, où il publie notamment Roland Barthes, Jean Louis Schefer, Claude Ollier puis le premier recueil de Serge Daney. Il dirige ensuite le secteur édition des Cahiers jusqu'en 1986. En 2015, il publie La nuit sera noire et blanche, récit de la publication de La Chambre claire, de Barthes, dans la collection « Cahiers du cinéma-Gallimard ».
En 2003, Narboni est contraint de prendre sa retraite de l'université : n'ayant que le statut d'assistant, il lui est impossible de demander une dérogation pour enseigner au-delà de l'âge légal.
Il a été un membre actif de l'équipe des intervenants en analyse de films à l'IDHEC, puis à La Fémis.
Au cours des années 2000 et 2010, il publie des essais sur Mikio Naruse, Ingmar Bergman, Charles Chaplin ou encore Samuel Fuller.

## Publications

### Essais
- Mikio Naruse : Les temps incertains, Paris, Cahiers du cinéma, coll. « Essais », 2006, 288 p. (ISBN 979-10-239-0277-8)
- En présence d'un clown : Voyage d'hiver, Crisnée, Yellow Now, coll. « Côté films », 2008, 108 p. (ISBN 978-2-87340-221-1)
- ...Pourquoi les coiffeurs ? : Notes actuelles sur Le Dictateur, Paris, Capricci, coll. « Première collection », 2010, 136 p. (ISBN 978-2-918040-18-7)
- La nuit sera noire et blanche : Barthes, La Chambre claire, le cinéma, Paris, Les Prairies ordinaires/Capricci, coll. « Cinéma », 2015, 155 p. (ISBN 978-2-35096-115-6)
- Samuel Fuller : Un homme à fables, Paris, Capricci, coll. « Première collection », 2017, 144 p. (ISBN 978-2-86642-283-7)
- La Grande Illusion de Céline, Paris, Capricci, 2021

### Entretiens
- Il était une fois Samuel Fuller : Histoires d'Amérique  (en collaboration avec Noël Simsolo), Paris, Cahiers du cinéma, coll. « Atelier », 1987, 346 p. (ISBN 978-2-86642-047-5)
- Notre alpin quotidien : Entretien avec Luc Moullet  (en collaboration avec Emmanuel Burdeau), Paris, Capricci, coll. « Première collection », 2009, 144 p. (ISBN 978-2-918040-05-7)
- Deux temps trois mouvements : Un pianiste au cinéma. Entretien avec Philippe Cassard  (en collaboration avec Marc Chevrie), Paris, Capricci, coll. « Première collection », 2011, 272 p. (ISBN 978-2-918040-36-1)

### Direction d'ouvrages
- Ernst Lubitsch  (en collaboration avec Bernard Eisenschitz), Paris, Cahiers du cinéma/Cinémathèque française, 1986, 142 p. (ISBN 978-2-86642-035-2)

### Édition de recueils
- Jean-Luc Godard, Jean-Luc Godard par Jean-Luc Godard, Paris, Éditions Pierre Belfond, coll. « Cahiers du cinéma », 1968, 416 p.

- Éric Rohmer, Le Goût de la beauté, Paris, Cahiers du cinéma, coll. « Essais », 1984, 214 p. (ISBN 2-86642-016-0)
- Jean Douchet, L'Art d'aimer, Paris, Cahiers du cinéma, coll. « Essais », 1987, 190 p. (ISBN 2-86642-053-5)